# Villagonzalo (kommun)
Villagonzalo är en kommun i Spanien.   Den ligger i provinsen Provincia de Badajoz och regionen Extremadura, i den centrala delen av landet, 280 km sydväst om huvudstaden Madrid. Antalet invånare är 1 321.